# Deccan

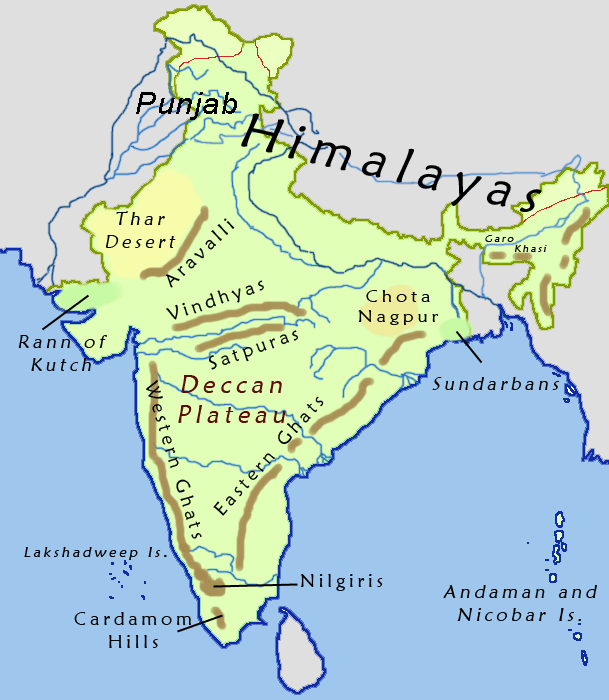
Cao nguyên Deccan nằm ở trung và nam Ấn Độ

Deccan  là một cao nguyên lớn tại Ấn Độ và chiếm phần lớn miền Nam Ấn Độ. Cao nguyên đạt cao độ một trăm mét ở phía bắc, tăng lên đến hơn một ki-lô-mét ở phía nam, tạo thành một tam giác nổi lên giống như đường bờ biển phía dưới của tiểu lục địa Ấn Độ. Cao nguyên trải rộng trên tám bang của Ấn Độ và là một môi trường sống rộng lớn, bao phủ Trung và Nam Ấn Độ.
Cao nguyên được bao quanh bởi các dãy núi Satpura và dãy núi Vindhya ở phía bắc, Ghat Tây ở phía tây, Ghat Đông ở phía đông. Về phía Nam, Deccan kết thúc tại nơi giao nhau của Ghat Tây và Ghat Đông.
Tên Deccan là từ Anh hóa của từ tiếng Prakrit dakkhin, và bản thân nó lại có nguồn gốc từ tiếng Phạn दक्षिण, dákṣiṇa, nghĩa là "nam".

## Địa lý

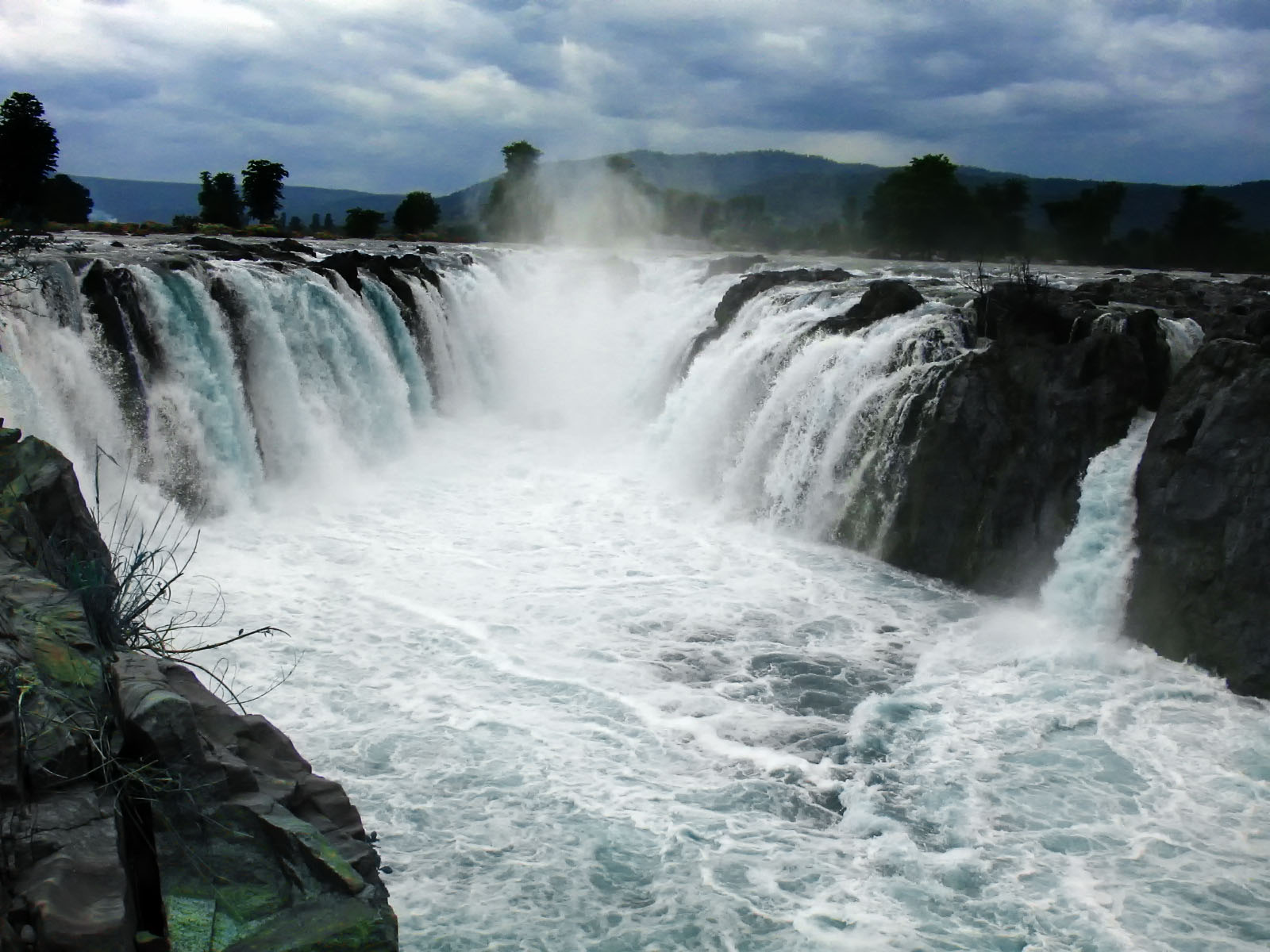
Thác Hogenakal, Tamil Nadu

Cao nguyên Deccan nằm ở phía nam của đồng bằng Ấn-Hằng. Dãy Ghat Tây khá cao và do vậy ngăn hơi ẩm của gió mùa tây nam đến cao nguyên Deccan, do vậy khu vực nhận được lượng mưa rất ít. Phía đông cao nguyên Deccan có cao độ thấp và kéo dài về phía bờ biển đông nam Ấn Độ. Rừng của cao nguyên cũng tương đối khô hạn song được bảo vệ nhằm giữ lại nước mưa và tạo nên các con suối và sau đó hợp thành các dòng sông chảy xuống vùng bồn địa và đổ ra vịnh Bengal.
Hầu hết các con sông tại cao nguyên Deccan chảy từ bắc xuống nam. Sông Godavari và các chi lưu của nó, bao gồm cả sông Indravati, có lưu vực chiếm phần lớn phía bắc của cao nguyên, khởi nguồn từ Ghat Tây và chảy về phía đông ra vịnh Bengal. Sông Tungabhadra, sông Krishna cùng các chi lưu, bao gồm sông Bhima, chảy từ tây sang đông, có lưu vực ở phần giữa của cao nguyên. Phần cực nam của cao nguyên là lưcu vực của sông Kaveri, từ Ghat Tây tại Karnataka và uốn về phía nam vượt qua vùng đồi Nilgiri tại thác Hogenakal vào bang Tamil Nadu, sau đó tạo thành thác Shivanasamudra tại thị trấn đảo Shivanasamudra, thác nước lớn thứ hai tại Ấn Độ và lớn thứ 16 trên thế giới, trước khi chảy vào hồ chứa Stanley tạo bởi đập Mettur và cuối cùng chảy vào vịnh Bengal.
Hai con sống chính không chảy vào vịnh Bengal là Narmada và Tapti. Chúng khởi nguồn từ Ghat Đông và đổ vào biển Ả Rập. Tất cả các sông của cao nguyên Deccan đều phụ thuộc vào lượng mưa và trở nên khô hạn vào mùa hè.
Khí hậu của cao nguyên thay đổi từ Khí hậu bán khô hạn ở phía bắc đến nhiệt đới ở hầu hết phần còn lại với các mùa mưa và khô rõ rệt. Mùa mưa diễn ra từ tháng 6 đến tháng 10. Từ tháng 3 đến tháng 6 có thể rất khô và nóng với nhiệt độ thường xuyên trên 40 °C.